# Sabine Grenz
Sabine Grenz (geb. 1967 in Paderborn) ist Privatdozentin für Gender Studies an der Humboldt-Universität zu Berlin und seit 1. April 2020 Tenure Track-Professorin für Gender Studies der Fakultät für Philosophie und Bildungswissenschaft sowie der Fakultät für Sozialwissenschaften der Universität Wien.

## Wissenschaftliche Arbeit
Nachdem Sabine Grenz ihr Studium in Erziehungswissenschaft, Soziologie und Psychologie an der Universität zu Köln als Diplom-Pädagogin abgeschlossen hatte, absolvierte sie einen M.Sc. in Gender Studies an der London School of Economics and Political Science, wo sie im Anschluss auch an ihrer Dissertation über die Konstruktion männlicher Heterosexualität in der Prostitution arbeitete.
2004 promovierte sie im Fachgebiet Gender Studies an der Humboldt-Universität zu Berlin, wo sie von 2005 bis 2006 als Postdoktorandin im DFG-Graduiertenkolleg Geschlecht als Wissenskategorie und ab 2007 als wissenschaftliche Mitarbeiterin in einem Forschungsprojekt zu Karrierewegen von Frauen in den Geisteswissenschaften tätig war. Nachdem sie an die Universität Göteborg gewechselt hatte (2007–2009), setzte sie 2010 ihre Arbeit an ihrer Habilitationsschrift über die Konstruktion von Femininität in von Frauen verfassten Kriegstagebüchern aus dem Zweiten Weltkrieg an der Humboldt-Universität zu Berlin fort, wo sie 2014 habilitierte.
Nach ihrer Promotion war sie als Gastdozentin an mehreren deutschen und europäischen Universitäten tätig gewesen, beispielsweise an der Freien Universität Berlin, der CEU Budapest, der Universität Fribourg (Schweiz) und der London School of Economics and Political Science. Sie hat sich in nationalen und internationalen Netzwerken wie dem thematischen Sokrates-Netzwerk ATHENA for European Gender and Women's Studies, Genderact – Academic Cultures and Transformation in European Gender Studies und Atgender engagiert.
2012–2015 war sie Leiterin des qualitativ-empirischen Teils des Mixed Methods Forschungsprojekts  „‚Was Männern, was Frauen Sinn gibt‘: Die Auswirkungen der Kategorie Geschlecht auf die Herstellung von (religiösem) Lebenssinn“ am Comenius-Institut Münster und von 2013 bis 2015 wissenschaftliche Mitarbeiterin an der Georg-August-Universität Göttingen. Von Oktober 2015 bis März 2017 vertrat sie dort die Professur für Diversitätsforschung. In dieser Zeit war sie außerdem Gastprofessorin an der Universität Gent (2015) sowie an der Universität Göteborg (2016 und 2017).
Von April 2017 bis März 2020 hatte Sabine Grenz die befristete Universitätsprofessur für Gender Studies der Fakultäten für Philosophie und Bildungswissenschaft sowie der Sozialwissenschaften und der Philologisch-Kulturwissenschaftlichen Fakultät der Universität Wien inne, wo sie am 1. April 2020 die Tenure Track-Professur für Gender Studies der Fakultät für Philosophie und Bildungswissenschaft sowie der Fakultät für Sozialwissenschaften antrat.

## Forschungsschwerpunkte
- Qualitativ-empirische Methodologie (insbesondere Diskursanalyse)
- Gendermethodologie und -epistemologie
- Gender, Diversität und Intersektionalität
- Gender, Säkularität und Religion
- Gender und Sexualität(en) (insbesondere im Zusammenhang mit kommerzieller Sexualität)
- Historische Perspektiven auf Geschlechterkonstruktionen
- Institutionalisierung und Wissenschaftsgeschichte der Gender Studies[2]

## Funktionen im akademischen Feld
- Leiterin des Referats Genderforschung und (Vize-)Studienprogrammleiterin für den Master-Studiengang Gender Studies der Universität Wien
- Stellvertretende Vorständin des Instituts für Bildungswissenschaft der Universität Wien
- Mitglied im Herausgeberinnenkreis der Gender. Zeitschrift für Geschlecht, Kultur und Gesellschaft, https://www.gender-zeitschrift.de
- Gastherausgeberin beim Open Gender Journal, https://opengenderjournal.de/
- Mitglied Steering Committee der Forschungsplattform GAIN – Gender: Ambivalent In_Visibilities der Universität Wien, https://gain.univie.ac.at/[3]

## Veröffentlichungen

### Monografien
- Mit Friederike Benthaus-Apel, Veronika Eufinger, Albrecht Schöll, Nicola Bücker: Wechselwirkungen: Geschlecht, Religiosität und Lebenssinn. Qualitative und quantitative Analysen anhand von lebensgeschichtlichen Interviews und Umfragen. Waxmann, Münster 2017.
- Mary  Baker  Eddy  und  die  Christliche  Wissenschaft  in  der Darstellung Stefan Zweigs. KI-Publications, Zürich 2014. (ins Englische übersetzt von Bettina Mathes)
- (Un)heimliche  Lust.  Über  den  Konsum  sexueller Dienstleistungen. VS Verlag für Sozialwissenschaften, Wiesbaden 2005 und 2007.

### Artikel in Zeitschriften und Sammelbänden (Auswahl)
- Zwischen Imaginationen von Intimität und Objektifizierungen. Ambivalenzen der kommerziellen Sexualität. In: Gabriele Geml, Violetta Waibel (Hrsg.): Liebe und Hass in Philosophie,  Religion und Literatur. Gegen Manipulierbarkeit und für eine Orientierung in Fühlen, Denken, Urteilen, Wiener Jahrbuch für Philosophie, 2019, S. 118–137.
- Sex-Arbeit. Ein feministisches Dilemma. In: Femina Politica. Nr. 1, 2018, S. 101–108.
- Fluide Positionierungen und Machtbeziehungen: Identitätskonstruktionen in qualitativ-empirischen Interviews aus einer intersektionalen Perspektive. In: Corinna Onnen, Susanne Rode-Breymann (Hrsg.): Zum Selbstverständnis der Gender Studies Methoden – Methodologien, theoretische Diskussionen und empirische Übersetzungen. Barbara Budrich, Leverkusen, 2017, S. 11–24.
- Schwester Eva, Menschenhandelsopfer und Unternehmerinnen: Die alltägliche Herausforderung der Prostitution und die Vielstimmigkeit der Figuren. In: Rosemarie Buikema, Kathrin Thiele (Hrsg.): Doing Gender in Medien-, Kunst- und Kulturwissenschaften. Lit, Münster 2017, S. 179–194.
- mit Mia Liinason: Women’s/Gender Studies and Contemporary Changes in Academic Cultures: European Perspectives (Editorial). In: dies.: Women's/Gender Studies and Contemporary Changes in European Academic Cultures: International Perspectives, Sonderheft Women’s Studies International Forum, 2016, S. 79–83.
- Weiblichkeitskonstruktionen und Erinnerungskulturen: Das Kriegs-/Brieftagebuch und die Autobiografie einer naziaffinen Frau. In: Evelin Annuß, Sabine Kalff, Gabriele Jähnert (Hrsg.): Nationalsozialismus und Geschlecht: Räume – Selbstzeugnisse – Erinnerungen, Feministische Studien, Nr. 2, 2015, S. 212–228.
- Die Herausforderungen der Prostitution. Zur Komplexität eines alltäglichen Sachverhalts. In: Sex in the City, Feministische Studien, Nr. 2, 2014, S. 201–215.
- Power in Feminist Research Processes. In: Ania Plomien, Clare Hemmings, Marsha Henry, Mary Evans, Sadie Wearing, Sumi Madhok (Hrsg.): Handbook of Feminist Theory. Sage, London 2014, S. 61–74.
- One course, nine teachers and nine pedagogical approaches: Teaching with a lack of time. In: European Journal of Women's Studies, Bd. 19, Nr. 1, 2012, S. 117–122.
- Open forum: Power and pedagogy I: Introduction. In: European Journal of Women's Studies, Bd. 18, Nr. 3, 2011, S. 295–297.
- Das Begehren zu sprechen oder geschlechtsbezogene Artikulationen in Interviews mit heterosexuellen männlichen Freiern. In: Gender. Zeitschrift für Geschlecht, Kultur, Gesellschaft, Nr. 2, 2009, S. 75–89.
- German Women Writing about the End of the Second World War – A Feminist Analysis. In: Graduate Journal for Social Sciences (GJSS), Bd. 4, Nr. 2, 2007, S. 105–115.
- Heterosexuelle Freier – zwischen Intimate Citizenship und Sexismus. Ergebnisse einer qualitativen Interviewstudie. In: Zeitschrift für Sexualforschung, Bd. 20, Nr. 1, 2007, S. 1–20.
- Intersections of Sex and Power in Research on Prostitution: A Female Researcher Interviewing Male Heterosexual Clients. In: Signs: Journal of Women in Culture and Society, Bd. 30, Nr. 4, S. 2091–2113.

### Herausgeberschaft (Auswahl)
- mit Astrid Biele Mefebue, Boka En, Ksenia Meshkova, Angeliki Sifaki: Difference, Diversity, Diffraction. Beiträge zur 10th European Feminist Research Conference und 7. Jahrestagung der    Fachgesellschaft Geschlechterstudien e.V. 2018. Selbstverlag in Kooperation mit der Redaktion des Open Gender Journal, Berlin 2020 (bevorstehend).
- mit Kerstin Palm, Gabriele Jähnert, Susanne Völker (Hrsg.): Materialität/en und Geschlecht: Beiträge zur 6. Jahrestagung der Fachgesellschaft Geschlechterstudien e.V. Selbstverlag in Kooperation mit der Redaktion des Open Gender Journal, Berlin 2018. doi.org/10.25595/461
- mit Mia Liinason (Hrsg.): Women's/Gender Studies and Contemporary Changes in European Academic Cultures: International Perspectives. Special  Section, Women’s Studies International Forum, 2016, S. 79–177.
- mit Carola Bauschke-Urban, Göde Both, Inka Greusing, Tomke König, Lisa Pfahl, Katja Sabisch, Susanne Völker (Hrsg.): Bewegung/en. Sonderheft Gender. Zeitschrift für Geschlecht, Kultur und Gesellschaft, 2016.
- mit Mia Liinason, Kerstin Alnebratt, Berit Larsson (Hrsg.): Friendship in Feminist Conversation. Göteborgs Universitet (Acta), Göteborg 2009.
- mit Martin Lücke (Hrsg.): Verhandlungen im Zwielicht. Momente der Prostitution in Geschichte und Gegenwart. Transcript, Bielefeld 2006.